# Всё, что тебе нужно — это любовь, или Моя невестка — мужчина
«Всё, что тебе нужно — это любовь, или Моя невестка — мужчина» (англ. «All You Need is Love», нем. «Meine Schwiegertochter ist ein Mann») — немецкая комедия 2009 года. В Германии премьера фильма состоялась 3 ноября 2009 года на телеканале Sat.1.

## Сюжет
Катарина разведена и живёт в маленькой деревне Баварии. Однажды от своего сына Ганса она получает сообщение, что он скоро женится на Ники. Катарина никогда не видела Ники и совершенно уверена, что это женское имя. Каково же было удивление женщины, когда на пороге дома она увидела Ганса с бойфрендом по имени Ники. До сих пор Катарина никогда не сталкивалась с гомосексуальностью и не знает, как она должна реагировать. Она указывает незадачливым молодожёнам на дверь.
На следующий день жители деревни случайно увидели Ганса и Ники целующимися. Поползли слухи, что Ганс — гей. Отец Ганса, Кристиан, не хочет мириться с мыслью, что сын решил бракосочетаться с мужчиной. Но по мере развития сюжета он и его бывшая жена приходят к выводу, что Ганс нашёл любовь всей его жизни, и что сексуальная ориентация — это данность, которую не выбирают.
В финале жители деревни поют хором песню «Всё, что тебе нужно — это любовь».

## В ролях
| Актёр               | Роль                |
| ------------------- | ------------------- |
| Андреас Хельги Шмид | Ганс                |
| Мануэль Уиттинг     | Ники                |
| Саския Вестер       | мать Ганса Катарина |
| Юрген Тонкель       | отец Ганса Кристиан |